# Gaby Moreno

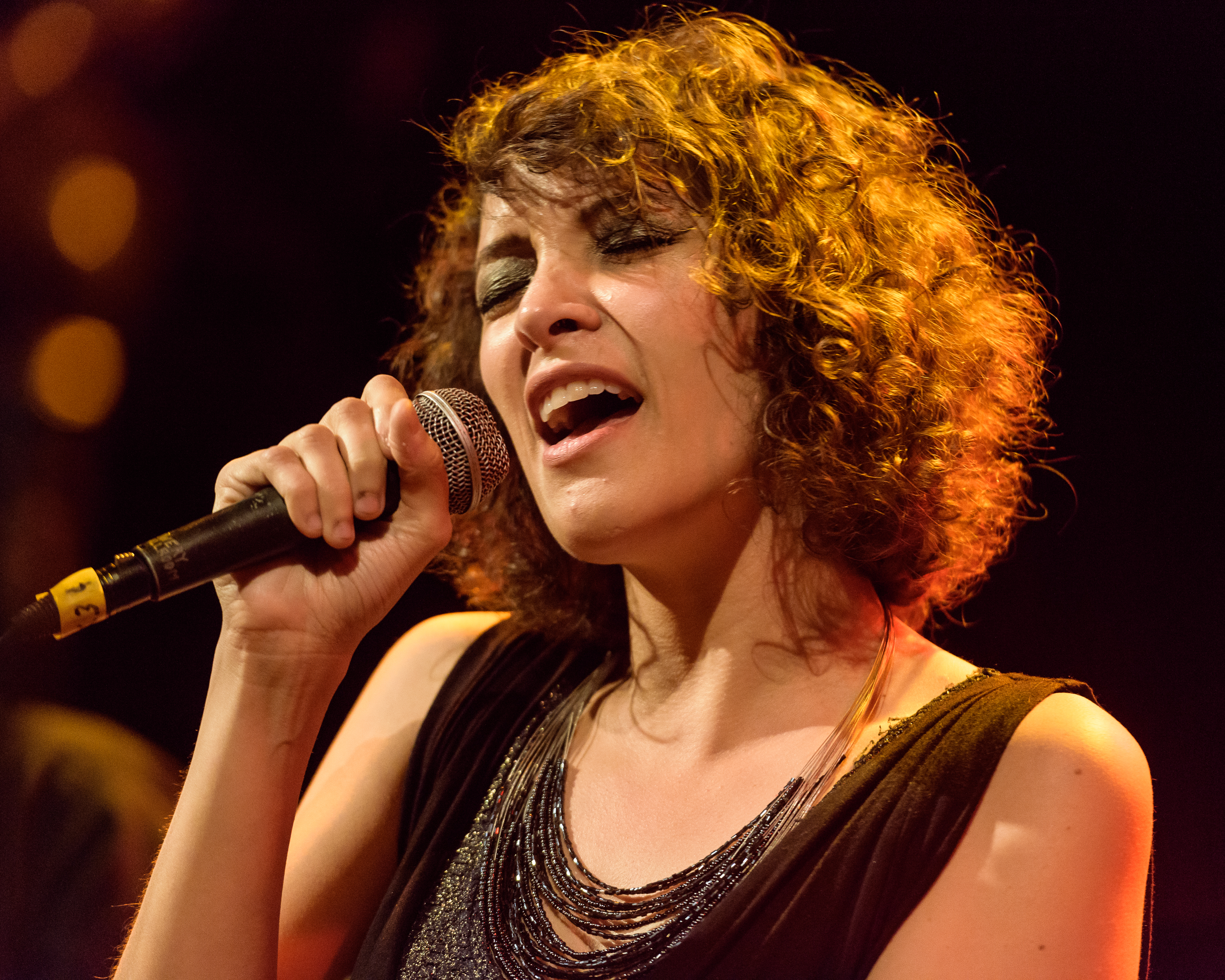
2015

Gaby Moreno (María Gabriela Moreno Bonilla, Guatemalaváros, 1981. december 16. –) guatemalai énekesnő, gitáros, dalszerző. Angol és spanyol nyelven énekel. 2013-ban Grammy-díjat kapott.

## Pályakép
Ifjúkorától a zene fontos szerepet játszott az életében. Kétéves korában már a család ünnepein énekelt, minthogy édesanyja felfedezte tehetségét. Öt éves korától szisztematikusan tanították.
14 éves korában egy New York-i nyaraláson hallott először bluest. Nagyjából ugyanekkor  kapta meg édesanyjától első gitárját, amin elkezdett Jimi Hendrix dalokat játszani. A következő években a blues mellett más zenei stílusok is megérintentették: a dzsessz, a folk, a R&B, és persze a népszerű latin-amerikai zene.
Moreno Robert Johnson, Louis Armstrong, Nina Simone és Ella Fitzgerald albumain nőtt fel, mindig vonzódott a 20-as, 30-as, 40-es évek afroaoamerikai hangzásához. Dalaiban ötvözi ezeket a tapasztalatokat a latin zene hangzásvilágával.
2000-ben Los Angelesbe költözött. Zenét ott a hollywoodi Musician's Institute-on tanult. 2006-ban megnyerte a John Lennon Dalíró Versenyt az Escondidos című dallal. 2008-ban megjelent első albuma (Still the Unknown). Egy évvel később elénekelte Charlie Chaplin Smile című dalát a The Cove című Oscar-díjas dokumentumfilmben.
Mind hangját, mind tehetségét Norah Joneshoz vagy Tori Amoshoz hasonlítják. Olyan zenészekkel dolgozott, mint Tracy Chapman, a Punch Brothers, a Buena Vista Social Club, Bono, Andrea Bocelli, Bob Geldof, Hugh Laurie, Angélique Kidjo. Fellépett továbbá olyan sztárokkal, mint Andrea Bocelli, Ani DiFranco, Calexico, David Gray és sokan másokkal.
2019 októberében fellépett Budapesten is.

## Albumok
- 2009: Still the Unknown
- 2010: A Good Old Christmastime
- 2011: European release of Still the Unknown
- 2011: Illustrated Songs
- 2012: European release of Illustrated Songs
- 2012: Postales
- 2014: Posada (Christmas Album)
- 2016: Illusion
- 2019: ¡Spangled!
- 2022: Alegoría (GRAMMY-jelölés)
- 2023: X Mí (Vol 1)
- 2024: Dusk

### Kislemezek
- 2009: Smile – (The Cove, filmdal); (Charlie Chaplin szerzeménye)
- 2010: Quizas (cover song)
- 2017: He Ain't Heavy, He's My Brother (cover song, duett: Mike Garson)
- 2018: The Immigrants – (with Van Dyke Parks)
- 2018: Me Vuelves Loca (+ Amando Manzereno, & Paquito D'Rivera)
- 2020: Yemayá
- 2021: Hablo de...

## Filmek
- Gaby Moreno az IMDb-n

## Díjak
2013: Grammy-díj a legjobb új előadónak.